# Лисов, Дмитрий Владимирович
Дми́трий Влади́мирович Ли́сов (род. 23 октября 1990 в Домодедово, Московская область, РСФСР, СССР) — российский следж-хоккеист. Капитан сборной России по следж-хоккею с января 2014 года. Серебряный призёр Паралимпийских игр 2014. Бронзовый призёр чемпионата мира по следж-хоккею 2013 года, участник первенства Европы 2011 года. Бронзовый призёр трёх чемпионатов России (2011, 2012 и 2013), серебряный призёр первенств страны 2010 и 2014 годов, в 2012 году стал лучшим нападающим турнира. Заслуженный мастер спорта России. Выступает за химкинский клуб «Феникс», в который перешёл из московской команды «Белые медведи» в 2013 году.

## Биография
Дмитрий Лисов родился в семье машиниста тепловоза и раскройщицы, работавшей на фабрике. В трёхлетнем возрасте, когда Дима вместе с родителями гостил у бабушки в Курской области, он выбежал на дорогу и попал под колёса автомобиля, в результате чего лишился ноги. Вскоре после операции мальчик встал на протез, а во время обучения в школе играл в футбол со здоровыми одноклассниками. Когда Диме исполнилось 9 лет, ему предложили попробовать себя сначала в футболе для ампутантов, а позже — в следж-хоккее; эта игра как более скоростная и контактная понравилась ему больше.
В Зимних Паралимпийских играх в Сочи (2014) Дмитрий Лисов участвовал в качестве капитана сборной России по следж-хоккею и вместе со своими товарищами по сборной завоевал серебряную медаль.
Сначала пробовал себя в разных видах спорта — футболе, лёгкой атлетике, настольном теннисе. Хоккей я с детства не любил, не понимал всех этих правил, думал, что этот спорт не для меня. Тем более что на тот момент я и не подозревал, что люди с ПОДА могут играть в него. Но потом директор Домодедовского физкультурно-оздоровительного клуба инвалидов предложил попробовать себя в роли хоккеиста. И с первой же тренировки я влюбился в хоккей. Теперь для меня это всё... всё ради победы в Сочи.
Нам приходили письма от детей, инвалидов и ветеранов. Никогда не приходилось прежде играть при такой поддержке трибун. 50 процентов успеха — это их заслуга. Это сильно вдохновляет. Поэтому на каждую игру мы выходили только с победным настроем.

## Награды
- Медаль ордена «За заслуги перед Отечеством» I степени (17 марта 2014 года) — за большой вклад в развитие физической культуры и спорта, высокие спортивные достижения на XI Паралимпийских зимних играх 2014 года в городе Сочи[11]